# Xylocopa subjuncta
Xylocopa subjuncta là một loài Hymenoptera trong họ Apidae. Loài này được Vachal mô tả khoa học năm 1898.